# ねこ鍋

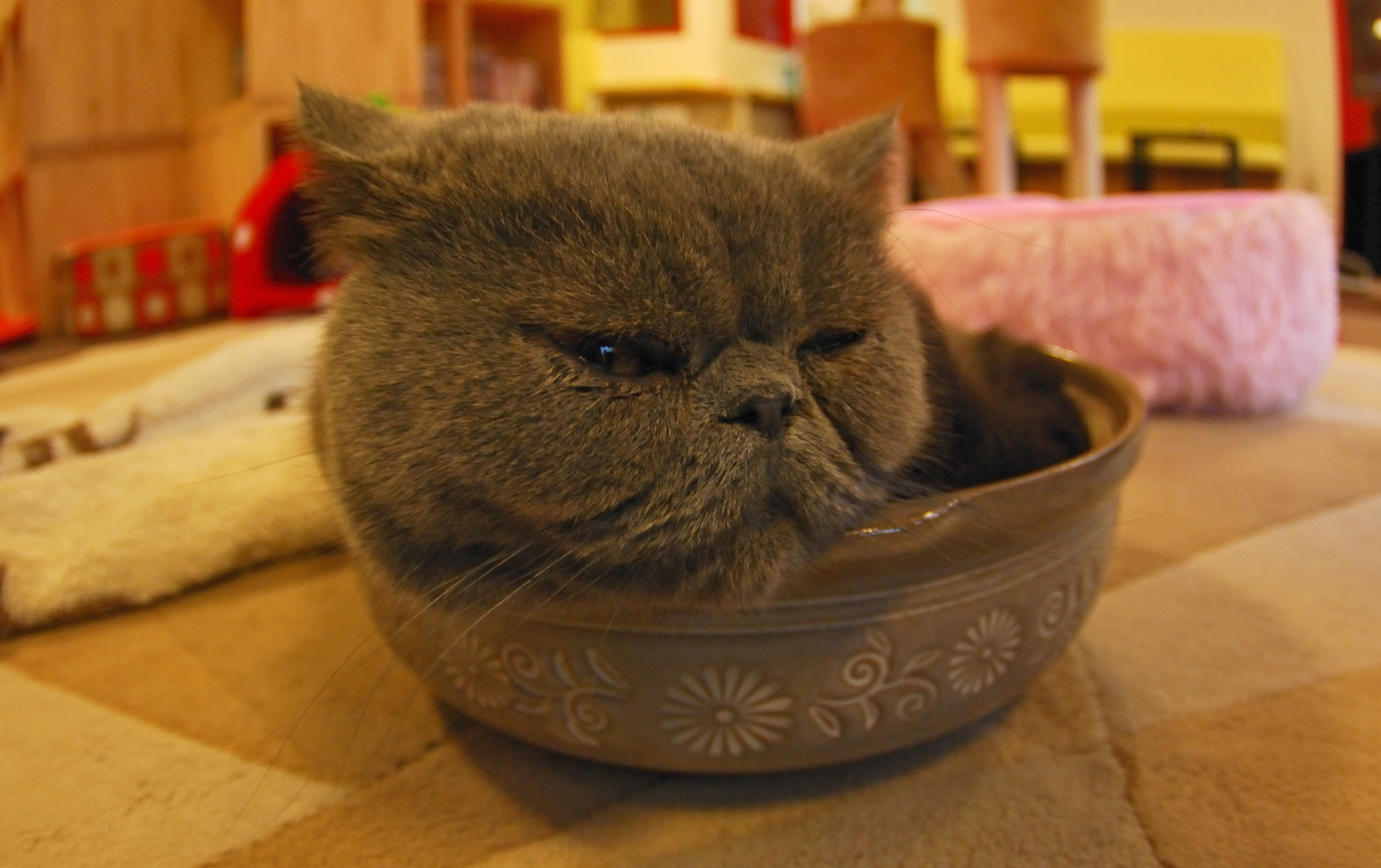
鍋に入って眠る猫のイメージ（動画の猫とは別猫）

『ねこ鍋』（ねこなべ）とは、土鍋の中で身を丸くして眠る猫の様子を撮影した動画コンテンツ。
岩手県で農業を営む、ハンドル「エレファント」を名乗る女性により、動画投稿サイト「ニコニコ動画」に2007年8月に投稿された。再生回数は同年10月1日までに55万回以上を数え、DVDや写真集としても発売された。

## 概要
鉢の替わりに使用していた数個の土鍋を、片付けようと床に並べて置いておいたところ、飼い猫の子猫たちが次々に入り込み中で眠ってしまい、エレファントがこれを撮影して「ニコニコ動画」に投稿した。当初「猫をむりやり土鍋に入れたのでは」と虐待を疑うユーザもおり、猫が自発的に入っていく様子を撮影した動画『ねこ鍋〜補足〜』も後に公開された（そもそも無理やりに入れられれば自分で出て行く）。猫は基本的に狭い場所を好むとされ、現象自体は特別なものではない。ねこ鍋の動画が投稿される以前にも空き箱などに収まる猫の映像が雑誌やネットなどに投稿されるケースがあった。土鍋はおおむね、子猫1匹が丸まってちょうど収まる大きさのもので、各々が自分に合った大きさの土鍋を見つけて収まっていく様子や、既に他の子猫が寝ている土鍋に割り込んだり折り重なったりする様子、寝返りを打った際に土鍋から転げ出してしまう様子などが撮影されている。動画には、他の成猫がやってくる様子も写っているが、土鍋のサイズが小さいのか中には入らない。
これらの猫のうち4匹の子猫は、2007年6月に河原に捨てられていたところを、エレファントが拾い育て始めたものである。この4匹を撮影し、名前を募る動画を「ニコニコ動画」に投稿したところ「可愛い」などのコメントが多数寄せられた。名前が決まった後も猫たちの成長記録としてエレファントはいくつかの動画を投稿しており、『ねこ鍋』はその中のひとつである。
土鍋への猫の入る匹数によって、1匹入るのを「並盛り」、2匹は「大盛り」、3匹は「特盛り」、4匹は「激盛り」（または「もり盛り」）と表現した。
『ねこ鍋』は2007年8月26日にNHK『未来観測 つながるテレビ@ヒューマン』にて話題として取り上げられたのを皮切りに、新聞・週刊誌などのメディアへも露出するようになった。2007年10月17日には「ニコニコ動画」を運営するニワンゴの関連会社、ドワンゴ・エージー・エンタテインメントよりDVD『ねこ鍋』が発売され、その後公式写真集が講談社より、ブログ本が二見書房から発売された。
更にはテーマ曲も制作され、『ニコぬこ猫』というタイトルで2008年1月23日に発売された。

## 登場する猫
- 1号（雌）
- モンペ（雌）
- ニャンゴロー（白茶虎-雄）
- まんず（三毛-雌）
- ニコ坊（白茶虎-雄）
- ましゅまろ大仏（白-雌）-通称「ますろ」。

後四者は、「ニコニコ動画」の名前募集動画を通じて名付けられた子猫。

## 出版物
- DVD『ねこ鍋』 - ドワンゴ・エージー・エンタテインメント、2007年10月17日、ASIN B000W4RUFC
- ブログ本『ねこ鍋-みちのく猫ものがたり』 - 二見書房、2007年10月25日、ISBN 4576072064
- 公式写真集『ねこ鍋』 - 講談社、2007年11月1日、ISBN 4062144042